# Карпиниш (Горж)
Карпиниш (рум. Cărpiniș) насеље је у Румунији у округу Горж у општини Красна. Oпштина се налази на надморској висини од 489 m.

## Становништво
Према подацима из 2002. године у насељу је живело 958 становника, од којих су сви румунске националности.